# Прайс, Дэвид (антрополог)
Дэвид Прайс (David H. Price; род. 15 апреля 1960, Лейси, Вашингтон) — американский антрополог, культурный антрополог, историк антропологии Америки. Доктор философии (1993), профессор антропологии и социологии Saint Martin's University (штат Вашингтон). Член Американской антропологической ассоциации.

## Биография
Уроженец Тихоокеанского Северо-Запада.
Окончил колледж Вечнозелёного штата (бакалавр, 1983), где изучал антропологию и интеллектуальную историю. Получил степень магистра в Чикагском университете (1985), и доктора философии по антропологии — во Флоридском университете, занимался там под началом Марвина Харриса, проводил полевые исследования древних и современных ирригационных систем египетского Фаюма. 
Проводил культурно-антропологические и археологические полевые исследования в США и Палестине, Египте и Йемене. Публиковался в The Nation, CounterPunch, Identities, Critique of Anthropology, Anthropological Quarterly, Anthropology Today, Anthropology News, American Anthropologist, Human Organization, Science & Society, Journal of Anthropological Research.
Исследованиям по развитию ирригационных систем от современных до древних времен была посвящена его первоначальная академическая деятельность; затем он переключился на проблематику взаимодействия между правительственными/военными/разведывательными агентствами и антропологами, посвятив ей несколько десятилетий. Член Society for Applied Anthropology. Член-основатель Network of Concerned Anthropologists. На 2023 год входит в топ-10 наиболее влиятиельных антропологов наших дней по версии AcademicInfluence.com, занимая седьмую позицию. Активист движения BDS.
Автор Atlas of World Cultures: A Geographical Guide to Ethnographic Literature (Sage, 1989). Также автор книги Threatening Anthropology: McCarthyism and the FBI’s Persecution of Activist Anthropologists (Duke University Press, 2004). Второй том — Archaeological Intelligence: The use and Neglect of American Anthropology in the Second World War (2008). Третий, планировавшийся — Dual Use Anthropology: Cold War Anthropologists and the CIA will explore anthropologists. Другие книги:
- Weaponizing Anthropology: Social Science in Service of the National Security State (CounterPunch, 2011)[5]
- Cold War Anthropology (Duke University Press, 2016) {Рец.: , } — называлась даже его magnum opus[6]